# Foqra Oulad Aameur
Foqra Oulad Aameur  (in arabo الفقراء أولاد عامر‎?) è un centro abitato e comune rurale del Marocco situato nella provincia di Berrechid, regione di Casablanca-Settat. Conta una popolazione di 6 256 abitanti (censimento 2014).